# Lurene Tuttle
Pour les articles homonymes, voir Tuttle.
Lurene Tuttle est une actrice américaine, née à Pleasant Lake, Indiana, le 29 août 1907, et morte le 28 mai 1986 à Encino (Los Angeles) en Californie.

## Filmographie partielle

### Cinéma
- 1947 : Macbeth, d'Orson Welles
- 1948 : Le Retour (Homecoming), de Mervyn LeRoy
- 1948 : Un million clé en main (Mr. Blandings builds his Dream House), de Henry C. Potter
- 1951 : La Flamme du passé (Goodbye, My Fancy), de Vincent Sherman
- 1952 : Cette sacrée famille (Room for One More), de Norman Taurog
- 1952 : Troublez-moi ce soir (Don't bother to knock), de Roy Baker
- 1953 : Niagara, de Henry Hathaway
- 1953 : Casanova Junior (The Affairs of Dobie Gillis) de Don Weis
- 1954 : Donnez-lui une chance (Give a Girl a Break), de Stanley Donen
- 1955 : La Pantoufle de verre (The Glass Slipper),de Charles Walters
- 1955 : Sincerely Yours de Gordon Douglas
- 1960 : Psychose (Psycho), d'Alfred Hitchcock
- 1960 : Ma Barker et son gang (Ma Barker 's Killer Brood) de Bill Karn
- 1963 : Ma femme est sans critique (Critic's Choice) de Don Weis
- 1966 : La Grande Combine (The Fortune Cookie), de Billy Wilder
- 1968 : Le Cheval aux sabots d'or (The Horse in the Gray Flannel Suit), de Norman Tokar
- 1973 : Justice sauvage (Walking Tall) de Phil Karlson : Helen Pusser
- 1978 : Le Faiseur d'épouvantes (The Manitou), de William Girdler
- 1979 : The Clonus Horror, de Robert S. Fiveson
- 1979 : Nutcracker Fantasy (くるみ割り人形), de Takeo Nakamura
- 1980 : Expérimentations humaines (Human Experiments), de Gregory Goodell

### Télévision
- 1956 : Crusader
- 1958-1959 : Au nom de la loi (Wanted Dead or Alive) (série TV) Saison 1 épisode 6 : Mrs Walker
- 1959 - 1960 : Goodyear Theatre
- 1976 : La Petite Maison dans la prairie (saison 2 épisode 22, Le Rêve de Matthew Simms)
- 1980 : Shérif, fais-moi peur (série TV) : "Les billets de Tante Annie" (Saison 2 - Episode 10) : Tante Annie
- 1982 : Saison 3 de Dynastie